# 库桑塞河畔维尔 (默兹省)
库桑塞河畔维尔（法語：Ville-sur-Cousances）是法国默兹省的一个市镇，属于凡尔登区（Verdun）苏伊利县（Souilly）。该市镇总面积9.59平方公里，2009年时的人口为109人。

## 人口
库桑塞河畔维尔人口变化图示